# John Verdon
Pour les articles homonymes, voir Verdon.
John Verdon, né le 1er janvier 1942 à New York, est un écrivain américain, auteur de romans policiers.

## Biographie
Fils d'immigrants irlandais, il étudie le journalisme, mais, après l'obtention de ses diplômes, travaille comme rédacteur dans le milieu de la publicité. Il participe à la création de nombreuses campagnes publicitaires, avant d'être nommé directeur d'une grande agence new-yorkaise. À 53 ans, il prend sa retraite de la publicité. Lui et son épouse quittent Manhattan pour s'installer dans une zone rurale au pied des contreforts occidentaux des montagnes Catskill. Là, pendant une dizaine d'années, il crée et conçoit des meubles en bois de cerisier et, dans ses temps libres, dévore des romans policiers d'Arthur Conan Doyle à Reginald Hill, en passant par les enquêtes de Lew Archer signées Ross Macdonald.
En 2010, sous l'insistance de sa femme, il décide de se lancer, avec succès, dans l'écriture du thriller 658 (Think of a Number), premier roman de la série ayant pour héros le détective Dave Gurney.

## Œuvres

### Romans

#### SérieDave Gurney
- Think of a Number (2010)[2] Publié en français sous le titre 658, traduit par Philippe Bonnet et Sabine Boulongne, Paris, Éditions Grasset et Fasquelle, coll. « Grand format », 2011, 440 p.  (ISBN 978-2-246-76961-3)
- Shut Your Eyes Tight (2011) Publié en français sous le titre N’ouvre pas les yeux, traduit par Philippe Bonnet et Sabine Boulongne, Paris, Éditions Grasset et Fasquelle, coll. « Grand format », 2012, 567 p.  (ISBN 978-2-246-76951-4)
- Let the Devil Sleep (2012) Publié en français sous le titre Ne réveillez pas le diable qui dort, traduit par Philippe Bonnet et Sabine Boulongne, Paris, Éditions Grasset et Fasquelle, coll. « Grand format », 2013, 524 p.  (ISBN 978-2-246-80309-6)
- Peter Pan Must Die (2014) - Prix Nero 2015 Publié en français sous le titre Il faut tuer Peter Pan, traduit par Philippe Bonnet et Sabine Boulongne, Paris, Éditions Grasset et Fasquelle, coll. « Grand format », 2015, 528 p.  (ISBN 978-2-246-81191-6)
- Wolf Lake (2016)
- White River Burning (2018)
- On Harrow Hill (2021)
- The Viper (2023)